# Live at the Royal Festival Hall
Live at the Royal Festival Hall ist Dizzy Gillespies erstes Livealbum mit dem 1988 von ihm gegründeten United Nations Orchestra. Das United Nations Orchestra bestand neben Gillespie aus 14 Musikern verschiedener Herkunft, darunter drei Brasilianer, drei Kubaner, ein Puerto-Ricaner, ein Panamaer sowie sechs US-Amerikaner. Viele der Bandmitglieder sind bedeutende Jazz-Musiker und selbst Bandleader, wie etwa Paquito D’Rivera, so dass die Band als ein „All-Star“ Ensemble gelten kann.

## Hintergrund
Die Aufnahme „Live at the Royal Festival Hall“ stammt vom letzten Konzert einer Europa-Tournee, in der die Band 1989 in einundzwanzig Tagen 18 Auftritte in elf verschiedenen Ländern hatte. Die Band war an diesem 10. Juni 1989 exzellent aufeinander eingespielt. Die umfangreiche Rhythmusgruppe konnte nicht nur polyrhythimisch komplexe Passagen souverän mit Latin-Entertainment verbinden, sondern harmonierte perfekt mit den Solisten, sowohl in Bezug auf Arrangementdetails wie auf Dynamikspitzen, spontane Modifikationen von Formelementen oder der Kommunikation während der Improvisationen.
Das Album beginnt mit dem Klassiker „Tin Tin Deo“, mit Soli von Gillespie, D´Rivera, Turre und Slide Hampton.
Das zweite Stück besteht aus zwei Kompositionen, zunächst dem langsamen, von Paquito D’Rivera auf der Klarinette gespielten und von Danilo Perez auf dem Klavier begleiteten peruanischen Walzer „Seresta“; der zweite Teil, „Samba for Carmen“, ein Tribut an die große Sängerin Carmen McRae, endete in einem stürmischen Finale mit Soli von D´Rivera, Roditi und Hampton.
Die Gillespie-Komposition „And Then She Stopped“ besteht aus Soli von Gillespie und seinem kubanischen Kollegen Sandoval, begleitet von Perez am Klavier.
Gillespies „Tanga“ (im Arrangement von Bill Kirchner) wird von Flora Purim gesungen. Das „Saxophon Duell“ wird von Mario Rivera eingeleitet, in das D´Rivera und Moody einfallen. Das Stück schließt mit Soli von Berroa, Airto und Hidalgo.
Ein weiterer Gillespie-Klassiker, „Kush“, glänzt durch Soli von Moody und Gillespie, begleitet von Ed Cherry an der Gitarre.
Auf dem Stück „Dizzy Shells“ spielt Steve Turré auf verschiedenen Meeresmuscheln, denen er höchst exotische Klänge entlockt.
Die Aufnahme endet mit Gillespies „A Night in Tunisia“ mit brillanten Soli von Roditi und Sandoval. Diese Version schaffte es (alternativ zum bis dahin stilbildenden Vorbild aus den 1940er Jahren) ein die folgenden Interpretationen prägendes Arrangement zu präsentieren.
Am Ende des Konzertes dankte das Publikum mit zehnminütigen stehenden Ovationen. 1992 gewann die Aufnahme den Grammy für die „Beste Darbietung eines Jazz-Großensembles“.

## Rezeption
Scott Yanow schrieb bei Allmusic über das Album:

Dizzy Gillespie, who was nearing 72 years old at the time of this concert, headed one of his finest big bands during his later years, The United Nation Orchestra…. Whether it is "Tanga," "And Then She Stopped" or an 18-minute version of "A Night in Tunisia," every selection on this excellent CD works.

„Dizzy Gillespie, der zum Zeitpunkt des Konzerts beinahe 72 Jahre alt war, leitete eine seiner besten Big Bands in seinen späteren Jahren, The United Nation Orchestra….Ob es "Tanga", "And Then She Stopped" oder eine 18-minütige Version von "A Night in Tunisia" ist, jedes Stück auf dieser exzellenten CD ist gelungen.“

## Titelliste
1. Tin Tin Deo – 9:51 (Gil Fuller, Chano Pozo)
2. Seresta/Samba for Carmen – 8:10 (Hank Levy, D’Rivera)
3. And Then She Stopped – 7:27
4. Tanga – 13:50
5. Kush – 8:59
6. Dizzy Shells – 5:15 (Turré)
7. A Night in Tunisia – 18:23

Die Kompositionen stammen (sofern nicht anders angezeigt) von Gillespie.